# Deutsches Historisches Museum
Deutsches Historisches Museum (DHM; det tyske historiske museum) blev grundlagt i 1987 i anledning byen Berlins 750-års jubilæum. Det holder til i Berlins tøjhus ved boulevarden Unter den Linden. En ny bygning af I.M. Pei blev desuden færdiglavet i 2004.

## Eksterne links
- Deutsches Historisches Museum Arkiveret 5. april 2008 hos  Wayback Machine

52°31′05″N 13°23′49″Ø / 52.5181°N 13.3969°Ø